# أوتليا لوابولاوية
أوتليا لوابولاوية (الاسم العلمي:Ottelia luapulana) هي نوع من النباتات يتبع جنس الأوتليا من الفصيلة الحب المائية. سمي هذا النوع نسبة إلى مقاطعة لوابولا في زامبيا.